# Oasi Celestina
L'oasi Celestina è un'area naturale protetta di 20 ettari sita nei pressi di Campagnola Emilia, in provincia di Reggio Emilia, gestita dalla Lega Italiana Protezione Uccelli e parte dell'area naturalistica delle Valli di Novellara e Reggiolo.

## Storia
L'area protetta nacque negli anni '90 da un lascito testamentario disposto da Maria Celestina Freddi, socia della Lega Italiana Protezione Uccelli e appassionata di natura, da cui poi l'oasi prese il nome. Su quello che era un fondo agricolo fu realizzata, in collaborazione con il Consorzio della Bonifica Parmigiana Moglia-Secchia, una zona umida tramite lo scavo di due bacini collegati ai canali di bonifica e la piantumazione di oltre 5000 specie arboree ed arbustive. Furono installati, come ultimi elementi, il centro visite, un capanno e delle murature con feritoie per l'osservazione degli uccelli.
L'area è stata ufficialmente inaugurata il 10 maggio 2005. A partire dal 2012, grazie al Fondo europeo agricolo per lo sviluppo rurale (FEASR), l'oasi è dotata anche di una torretta di osservazione ed è entrata a far parte della rete Natura 2000 nell'ambito del SIC-ZPS Valli di Novellara.

## Fauna

### Uccelli
Tra gli uccelli nidificanti figurano: l'averla piccola, il cavaliere d'Italia, la gallinella d'acqua, il germano reale, la passera mattugia, la sterna comune e il tarabusino. L'oasi funge anche da punto di ristoro per diverse specie di uccelli migratori tra cui sono stati osservati: albanella minore, albanella reale, albastrello, beccaccino, chiurlo maggiore, chiurlo piccolo, combattente, falco di palude, falco pellegrino, fraticello, gabbianello, gambecchio, gheppio comune, lodolaio, mignattino comune, mignattino piombato, mignattino alibianche, nibbio bruno, pantana, pavoncella, piovanello comune, piovanello pancianera, piro-piro boschereccio, piro-piro culbianco, pittima reale, poiana, sparviere e totano moro.